# Russie aux Jeux paralympiques d'hiver de 2010
La Russie était représentée par 32 athlètes aux Jeux paralympiques d'hiver de 2010 à Vancouver (Canada). Elle a remporté 38 médailles, toutes disciplines et métaux confondus.

## Médailles
| Sport               | Discipline | Sportifs | Performance |
| Médailles d'or : 12 |            |          |             |

### Argent
| Sport                   | Discipline | Sportifs | Performance |
| Médailles d'argent : 16 |            |          |             |

### Bronze
| Sport                    | Discipline | Sportifs | Performance |
| Médailles de bronze : 10 |            |          |             |